# ویتتون گیلبرت
ویتتون گیلبرت (به انگلیسی: Witton Gilbert) یک روستا، شهرک و محله مدنی در بریتانیا است که در County Durham واقع شده‌است. ویتتون گیلبرت ۲٬۴۱۹ نفر جمعیت دارد.